# Stenocercus ornatus
Stenocercus ornatus là một loài thằn lằn trong họ Tropiduridae. Loài này được Gray mô tả khoa học đầu tiên năm 1845.